# Артър Едингтън
Артър Стенли Едингтън  (на английски: sir Arthur Stanley Eddington) е английски астрофизик, професор в Кеймбриджкия университет и директор на обсерваторията в Кеймбридж в началото на 20 век.
В негова чест е наречена границата на Едингтън – теоретичната граница на звездната маса (около 120 слънчеви маси), при която звездата произвежда толкова много радиация, че сама изхвърля в пространството повърхностните си пластове.

## Биография
- През 1914 става член на Кралското научно дружество.
- От 1906 до 1913 работи в Гринуичката обсерватория.
- От 1913 е професор в Кеймбриджкия университет.
- От 1914 е директор на астрономическата обсерватория в Кеймбридж.
- През 1919 организира специална експедиция за експериментално потвърждение на отклонението на светлината от звездите от гравитационното поле на Слънцето, с което се потвърждава Общата теория на относителността).
- От 1921 до 1923 е президент на Кралското астрономическо дружество в Лондон.
- През 1924 създава теорията за белите джуджета.
- През 1924 е награден с медал „Катрин Брус“.
- През 1925 е избран за чуждестранен член-кореспондент на АН на СССР.
- През 1930 Артър Едингтън получава рицарско звание за научните си заслуги.
- През 1938 Избран е за президент на Международния астрономически съюз.

## Експедицията от 1919 г.
Едингтън е един от първите учени, които осъзнават значението на специалната и общата теория на относителността на Айнщайн и публикува статии за тях във Великобритания по време, когато поддръжката на всичко германско се счита за предателство поради противоборството на двете страни в началото на 20 век. Той издейства финансирането на специална експедиция до Западна Африка с цел да докаже или отхвърли идеята на Айнщайн, че гравитационното поле на звездите въздейства на разпространението на светлината. За тази цел наблюдава звездното небе при пълно слънчево затъмнение на 29 май 1919 г. и регистрира на фотографска плака отклонение на светлината на далечни звезди в гравитационното поле на Слънцето, предсказано от ОТО (вж. гравитационна леща).

## Кино
- Игрален филм „Айнщайн и Едингтън“ („Einstein and Eddington“) 2008 г. Режисьор: Филип Мартин
- Claus Bernet: Eddington, Arthur Stanley, in: BBKL, 32, 2011, 278 – 288:[неработеща препратка]